# Gare d'Amilly-Ouerray
La gare d'Amilly-Ouerray est une halte ferroviaire française de la ligne de Paris-Montparnasse à Brest, située sur le territoire de la commune d'Amilly, au lieu-dit Ouerray, dans le département d'Eure-et-Loir, en région Centre-Val de Loire.
C'est une halte de la Société nationale des chemins de fer français (SNCF) desservie par les trains du réseau TER Centre-Val de Loire. La desserte de cette gare a été suspendue pendant presque un an en 2012 et 2013 à la suite d'un accident mortel au passage à niveau jouxtant la gare.

## Situation ferroviaire
Établie à 164 mètres d'altitude, la gare d'Amilly-Ouerray est située au point kilométrique (PK) 94,218 de la ligne de Paris-Montparnasse à Brest, entre les gares ouvertes de Chartres et de Saint-Aubin - Saint-Luperce. Elle dispose de deux voies desservies par deux quais décalés. Le changement de quai se fait par le passage à niveau situé à l'extrémité des quais.

## Histoire
Elle est mise en service en mai 1857 avec l'ouverture de la voie entre la gare de Chartres et la gare de Rennes.
Le 27 octobre 2012, la gare a été fermée au service des voyageurs à la suite d'un accident mortel survenu ce jour-là au passage à niveau jouxtant la gare. Sa réouverture, initialement programmée pour le 3 mars 2013, puis annoncée au 14 décembre 2013, a finalement été effective au 7 octobre 2013,. Aucun train n'a donc desservi la gare pendant près d'une année.

## Fréquentation
De 2015 à 2023, selon les estimations de la SNCF, la fréquentation annuelle de la gare s'élève aux nombres indiqués dans le tableau ci-dessous.
| Année     | 2015   | 2016   | 2017   | 2018   | 2019   | 2020   | 2021   | 2022   | 2023   |
| --------- | ------ | ------ | ------ | ------ | ------ | ------ | ------ | ------ | ------ |
| Voyageurs | 23 290 | 25 333 | 23 907 | 23 309 | 26 442 | 24 910 | 25 521 | 27 282 | 26 458 |

## Service des voyageurs

### Accueil
Halte SNCF, c'est un point d'arrêt non géré (PANG) disposant de panneaux d'informations, d'abris de quais et d'un distributeurs de titres de transport TER.

### Dessertes
Amilly-Ouerray est desservie par des trains du réseau TER Centre-Val de Loire circulant entre Chartres et Nogent-le-Rotrou,. La gare est desservie par 7,5 allers-retours par jour en semaine. Au-delà de Chartres, 3 allers-retours sont prolongés ou amorcés en gare de Paris-Montparnasse. Au-delà de Nogent-le-Rotrou, un aller-retour, appartenant alors à partir de cette gare au réseau TER Pays de la Loire, est prolongé ou amorcé en gare du Mans.
Le temps de trajet est d'environ 1 heure 30 minutes depuis Le Mans, 45 minutes depuis Nogent-le-Rotrou, 5 minutes depuis Chartres et 1 heure 15 minutes depuis Paris-Montparnasse.

### Intermodalité
Un parking pour les véhicules y est aménagé.